# Балтійські мови
Балті́йські мо́ви (лаґ. baltu volūdu, латис. Baltu valodas, лит. Baltų kalbos) — група балто-слов’янської гілки індоєвропейської мовної сім’ї. Балти розмовляють балтійськими мовами, переважно в районах, що простягаються на схід та південний схід від Балтійського моря в Північній Європі. Вони походять від прамови, яка називається прабалтійською, якою розмовляли під час раннього середньовіччя, яка, у свою чергу, походить від більш ранньої прабалто-слов'янської мови, пов’язуючи балтійські мови зі слов'янськими, які спільно утворюють балто-слов'янську гілку мов в індоєвропейській сім'ї.
Вчені зазвичай розглядають їх як єдину мовну сім’ю, розділену на дві гілки: західнобалтійську (містить лише вимерлі мови) і східнобалтійську (містить принаймні дві живі мови, литовську, латвійську, і за деякими даними, включаючи латґальську та жмудську як окремі мови). Діапазон мовного впливу Східної Балтії колись, можливо, сягав аж до Уральських гір, але ця гіпотеза поставлена під сумнів.
Давньопруська мова, західнобалтійська мова, яка вимерла у XVIII столітті, імовірно, зберегла найбільшу кількість властивостей прабалтійської мови.
Хоча литовська, латвійська і, зокрема, старопрусська лексикони і пов’язані між собою, вони суттєво відрізняються один від одного, і як такі вони не були взаємно зрозумілими. Відсутність зрозумілості в основному пов’язана із значною кількістю міжмовних омонімів, а також із різними способами використання та джерелами запозичень із навколишніх мов.

## Класифікація
Усередині індоєвропейської мови балтійські мови загалом класифікуються як єдина сім’я з двома гілками: східною та західнобалтійською. Однак ці дві гілки іноді відносять до самостійних гілок самої балтослов’янської мови.

Балто-слов'янські мови

### Західнобалтійська †
- Галіндська †
- Давньопрусська †
- Ятвязька †
- ? Скальвська † (неперевірено)

### Східнобалтійська
- Латвійська (~2.2 млн носіїв, з них ~1,75 млн носіїв мови, 0,5 млн носіїв другої мови)
- Латґальська (150,000–200,000 носіїв)
- Литовська (~3 млн носіїв мови)
- Жмудська (<500 000 носіїв)
- Селонська †
- Земгальська †
- Куршська (іноді вважається західнобалтійською) †

### Дніпровсько балтійська †
- Галядська[6][6] †

## Історія
За даними топонімії (особливо гідронімії), балтизмів у словниках сусідніх слов'янських мов, а також за археологічними та історичними даними, у 1 тис. — на початку 2 тис. н. е. балтійські мови були поширені на великій території від Балтики до Верхньої Волги, Підмосков'я, Оки, на всій території Білорусі, на Чернігово-Сіверщині до річки Сейм і суміжних земель Курщини та Брянщині, на півдні — до річок Десни і Прип'яті. Безперечні балтизми засвідчені також і далі на південь, наявні вони й на захід від Вісли — у Помор'ї і навіть Мекленбурзі. Їх походження не завжди зрозуміле, хоча у 2 ст. н. е. Птолемей і показує на південному узбережжі Балтійського моря балтійські племена галіндів і судинів. Певні аналогії віднайдені в топонімічних системах Балтійських країн, Панонії, Балкан і Адріатичного узбережжя. Значне поширення балтійських мов в минулому пояснює наявні в них сліди мовних контактів балтів з фіно-уграми, а також іранцями, фракійцями, ілірійцями, германцями та іншими індоєвропейськими народами. Загальна назва індоєвропейських мов Балтії саме як балтійських запроваджена Г. Несельманом 1845 року.
Мови так званого зовнішнього пасу балтійської групи всі згасли у 13-18 століть (пруська, ятвязька, куршська, селонська, галіндська). У наш час залишається компактне ядро внутрішньої зони балтійської групи у складі двох мов: литовської та латиської. Обидві державні: перша — у Литві (близько З млн мовців), друга — в Латвії (близько 1.5 млн).

## Географічне поширення

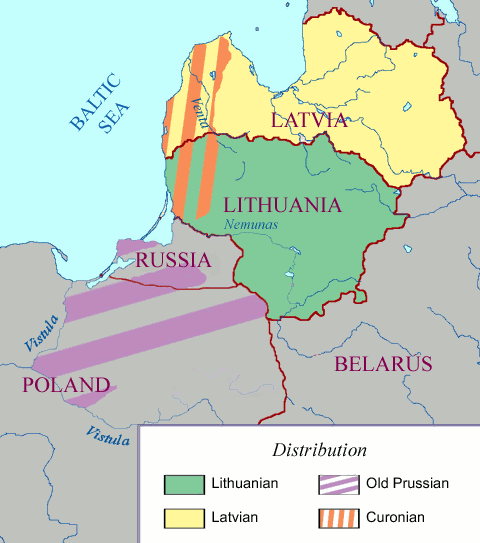
Поширення балтійських мов у Балтії (спрощено)

Носії сучасних балтійських мов загалом зосереджені в межах Литви та Латвії, а також в емігрантських спільнотах у США, Канаді, Австралії та країнах колишніх держав Радянського Союзу.
Історично мовами розмовляли на більшій території: на захід до гирла річки Вісли в нинішній Польщі, принаймні на схід до річки Дніпро в сучасній Білорусі, можливо, навіть до Москви, і, можливо, на південь до Київ. Основні докази присутності балтійської мови в цих регіонах знаходяться в гідронімах (назвах водойм), які є характерними для балтії. Використання гідронімів є загальноприйнятим для визначення ступеня впливу культури, але не дати такого впливу.
Мордовські мови, якими розмовляють переважно уздовж західних приток Волги, містять кілька десятків запозичених слів з однієї або кількох балтійських мов. Можливо, вони були опосередковані контактами зі східними балтами вздовж річки Оки.
Згодом розширення використання слов’янських мов на півдні та сході та германських мов на заході зменшило географічний розподіл балтійських мов до частини території, яку вони охоплювали раніше. Російський генетик Олег Балановський припускав, що в генетиці східно- та західнослов’янських популяцій існує переважання асимільованого праслов’янського субстрату, за його словами, спільна генетична структура, яка відрізняє східних слов’ян і балтів від інших популяцій, може свідчити про те, що до- Слов'янський субстрат східних слов'ян найбільше складають балтомовні, які, згідно з наведеними ним археологічними довідками, передували слов'янам у культурах євразійського степу.
Хоча Естонія геополітично входить до числа країн Балтії через своє розташування, естонська мова є фіно-угорською мовою і не пов’язана з балтійськими мовами, які є індоєвропейськими.

## Граматика

### Фонетика
Фонологічні системи обох балтійських мов взаємно близькі. Литовська мова краще від інших живих індоєвропейських мов зберегла давні риси в фонетиці й морфології. Вона відрізняється від близько спорідненої латиської мови більшою архаїчністю (в цілому) і деякими інноваціями, зберігає давні /k/, і /g/, на місці латиських африкатів /c/ і /dz/ (akys «око», gerti «пити» — пор. латис. acis, dzert), сполуки an, en, in, un у початкових складах (ranka «рука», penktas «п'ятий», minti «міняти», jungas «ярмо» — пор. латис. roka, piektas, mit, jugs). 

### Морфологія
Морфологічна будова литовської мови флективна з елементами аглютинації та аналітизму. Іменники мають 2 роди (середній рід втрачено), деякі займенники, прикметники й дієприкметники мають З роди. Числа — два (в діалектах трапляється ще і двоїна). Відмінків — 6 і клична форма. Дієслівні категорії: 4 часи, 2 стани. 4 способи, 3 особи (у 3-й особі одн. і мн. форми однакові). Сполучення дієслова buti «бути»' з дієприкметниками утворюють систему складних часів. Широко вживані дієприкметникові звороти. Переважний порядок слів SPO. Присвійні конструкції виражаються сполученнями типу «я маю», там де у латиській іде «в мене є»). Розвинулися зобов'язальний і переказувальний способи дієслова; дієвідміна помітно спростилася; в діалектах трапляються типові для фінських мов місцеві відмінки — алатив, ілатив, адесив.

### Ортоепія
Латиська мова під впливом фіно-угорського мовного субстрату зазнала, порівняно з литовською, певних змін. Так, наголос зафіксувався на першому складі; кінцеві голосні у багатоскладових словах скоротилися, причому, короткі (крім /u/) відпали; у перших складах /n/ після голосної зникла.

## Лексика
Словник балтійських мов практично єдиний, з переважанням питомої індоєвропейської лексики. Значною мірою він спільний зі слов'янським словником. Є запозичення з германських і слов'янських мов, у латиській (особливо в діалектах) помітний пласт угрофінських запозичень.

## Балтизми

### Балтизми в українській мові
З балтійських мов до української прийшли такі слова як: валандатися, капшук, кишіти, клуня, кукса, путря, мантачка, мулкий, відлига, твань, шула, кирпа, клиша, клишоногий, лайдак, жлукто, мурза, мармиза, скирта, пастка, потурати, а також низка діалектних слів на зразок: пелька, пуня, жвір, рупити.
В Україні балтійського походження:
1. назви річок — Вилія, Кудрявець, Роставиця, Івотка;
2. сіл — Солотвин, Клишки, Полошки, Обложки, Гірине, Гудове, за межами України — назви Тула, Москва, Можайськ, Жиздра.

Внаслідок тривалого перебування більшої частини українських земель у складі Великого Князівства Литовського у 14-16 ст. і пізніших міграцій досі трапляються литовські прізвища: Войшвіло, Бурбело, Нарбут, Дрига, Бутейко, Борейко, Гудович, Граужіс.
Тоді ж литовська мова запозичила з української слова: kazokas «козак», Nepras «Дніпро», trivoti «тривати», ulioti «гуляти», vecerioti «вечеряти», cerenas «черінь», akraicas (akraicikas) «окрайчик», strieka «стріха», dieska «діжка», kurapka «куріпка» (1579 р.), anūkas «онук».

### Балтизми в інших мовах
Однією з відмінних рис білоруської мови є наявність унікальних запозичень з балтійських мов, як от: жуда́ «переляк, жах», жу́дасны «моторошний», ке́шкацца «марудитися», крумка́ч «крук, ворон», кухта́ль «стусан», лапаву́хі «клаповухий», лататы́ (даць) «драла (дати)», летуце́ць «мріяти», ля́па «пащека», мармоль «відлюдник», мільга́ць «мерехтіти», мірга́ць «моргати», мурог «густа молода трава», сві́ран «комора» тощо.